# Sonate pour piano no 3 de Prokofiev
Pour les articles homonymes, voir Sonate pour piano (homonymie).
La Sonate pour piano no 3 sous-titrée « d'après des vieux cahiers » opus 28 en la mineur est une sonate de Serge Prokofiev. Composée en 1917, elle est en un mouvement divisé en plusieurs sections enchaînées.

## Analyse de l'œuvre
1. Allegro tempestoso
2. Moderato
3. Allegro tempestoso
4. Moderato
5. Piu lento
6. Piu animato
7. Allegro
8. Poco piu mosso